# His Auto's Maiden Trip
His Auto's Maiden Trip er en amerikansk stumfilm fra 1912.

## Medvirkende
- Edward Dillon som Mr. Jinx.
- Florence Lee.
- Charles Murray.
- John T. Dillon.
- Florence Auer.